# Joel Baden
Joel Baden (Geelong, 1º febbraio 1996) è un altista australiano.

## Biografia
Baden ha iniziato a praticare il salto in alto a livello nazionale a partire dal 2011, ancora giovanissimo. Nel 2014 ha esordito nella sua prima manifestazione internazionali, partecipando alla finale dei Mondiali juniores di Eugene. Dall'anno seguente ha debuttato nella nazionale seniores e partecipato, nel 2016, ai Giochi olimpici di Rio de Janeiro 2016, finendo quarantunesimo in qualificazione.

## Palmarès
| Anno | Manifestazione          | Sede           | Evento        | Risultato | Prestazione | Note |
| ---- | ----------------------- | -------------- | ------------- | --------- | ----------- | ---- |
| 2014 | Mondiali U20            | Eugene         | Salto in alto | 8º        | 2,17 m      |      |
| 2015 | Mondiali                | Pechino        | Salto in alto | 21º (q)   | 2,26 m      |      |
| 2016 | Giochi olimpici         | Rio de Janeiro | Salto in alto | 41º (q)   | 2,17 m      |      |
| 2018 | Giochi del Commonwealth | Gold Coast     | Salto in alto | 17º (q)   | 2,15 m      |      |
| 2019 | Mondiali                | Doha           | Salto in alto | 25º (q)   | 2,17 m      |      |
| 2022 | Campionati oceaniani    | Mackay         | Salto in alto | Bronzo    | 2,15 m      |      |
| 2022 | Mondiali                | Eugene         | Salto in alto | 10º       | 2,27 m      |      |
| 2023 | Mondiali                | Budapest       | Salto in alto | 32° (q)   | 2,14 m      |      |
| 2024 | Campionati oceaniani    | Suva           | Salto in alto | Bronzo    | 2,25 m      |      |
| 2024 | Giochi olimpici         | Parigi         | Salto in alto | 25º (q)   | 2,15 m      |      |